# Мота Монтекорвино
Мо̀та Монтекорвѝно (на италиански: Motta Montecorvino, на местен диалект a Mòtte, а Моте) е село и община в Южна Италия, провинция Фоджа, регион Пулия. Разположено е на 662 m надморска височина. Населението на общината е 798 души (към 2010 г.).